# Rockingham (Georgia)
Rockingham – jednostka osadnicza w Stanach Zjednoczonych, w stanie Georgia, w hrabstwie Bacon.